# Moravský Písek
Moravský Písek (en allemand : Mährisch Pisek) est une commune du district de Hodonín, dans la région de Moravie-du-Sud, en République tchèque. Sa population s'élevait à 2 075 habitants en 2020.

## Nom
Le terme Písek (« sable » en tchèque) fait référence à la nature de son sous-sol.

## Géographie
Moravský Písek se trouve à 15 km au sud-ouest d'Uherské Hradiště, à 22 km au nord-est de Hodonín, à 58 km à l'est-sud-est de Brno et à 242 km à l'est-sud-est de Prague.
La commune est limitée par Ořechov et Polešovice au nord, par Uherský Ostroh à l'est, par Veselí nad Moravou au sud, et par Bzenec au sud-ouest et à l'ouest et par Domanín à l'ouest.

## Histoire
La première mention écrite du village date de juin 1300.

## Patrimoine
- Église néo-gothique Sainte-Anne, inaugurée en 1910 ;
- Statue de saint Jean Népomucène ;
- Vypálenky, un site Natura 2000.

## Personnalités
- Le général Tomáš Vybíral, né à Moravský Písek le 29 septembre 1911, mort à Londres le 21 février 1981, as de l'aviation durant la Seconde Guerre mondiale.